# Estación de Cella
Cella es una estación ferroviaria situada en el municipio español homónimo en la provincia de Teruel, comunidad autónoma de Aragón. Cuenta con servicios de Media Distancia operados por Renfe. 

## Situación ferroviaria
Está situada en el punto kilométrico 114,6 de la línea 610 de la red ferroviaria española que une Zaragoza con Sagunto por Teruel, a 1012,6 metros de altitud entre las estaciones de Santa Eulalia del Campo y de Teruel. El kilometraje se corresponde con el histórico trazado entre Calatayud y Valencia, tomando la primera como punto de partida. El tramo es de vía única y está sin electrificar.

## Historia
La estación fue puesta en servicio el 1 de abril de 1901 con la apertura del tramo Calatayud-Puerto Escandón de la línea Calatayud-Valencia. Las obras corrieron a cargo de la Compañía del Ferrocarril Central de Aragón. Al estallar la Guerra Civil, la estación quedó en la zona sublevada. Por su proximidad al frente fue objeto de ataques republicanos y de movimientos de tropas del bando nacional, como el desembarco de efectivos de la 2ª Bandera de la Legión la mañana del 8 de julio de 1937 en el marco de la contraofensiva del bando sublevado en la Batalla de Albarracín.
En 1941, con la nacionalización de la totalidad de la red ferroviaria la estación pasó a ser gestionada por RENFE. Desde el 31 de diciembre de 2004 Adif es la titular de las instalaciones.

## La estación
Se halla situada a unos 3,5 km del centro de Cella, en un polígono industrial anexo a la N-234. Posee 5 vías, de ellas 1 pasante. La estación es similar a las construidas para el ferrocarril Central de Aragón. Posee un amplio aparcamiento con plazas para usuarios con discapacidad.
A comienzos de 2009 se puso en marcha la construcción de un ramal ferroviario que, partiendo de la estación de Cella, enlaza la línea con el aeropuerto de Teruel y la Plataforma Logística de Teruel (PLATEA). Por otro lado, esta estación está llamada a ser una de las que conformen el eje «Corredor Cantábrico-Mediterráneo», por lo que se procedió a una renovación completa de las vías y traviesas. La estación tiene previsto contar también con un apartadero de 750 metros de longitud para trenes de mercancías. En conjunto, todas estas intervenciones van encaminadas a facilitar un aumento del tráfico ferroviario por la misma.

## Servicios ferroviarios

### Media distancia
En esta estación efectúan parada el Regional que une Zaragoza con Teruel y los MD Zaragoza-Valencia y Huesca-Valencia.
| Línea MD | Trenes   | Origen/Destino           |  | Destino/Origen |
| -------- | -------- | ------------------------ |  | -------------- |
| 49       | MD       | Zaragoza-Delicias Huesca |  | Valencia-Norte |
| 49       | MD       | Zaragoza-Miraflores      |  | Valencia-Norte |
|          | Regional | Zaragoza-Miraflores      |  | Teruel         |